# Langhko District
Langhko District är ett distrikt i Myanmar.   Det ligger i regionen Shanstaten, i den centrala delen av landet, 200 km öster om huvudstaden Naypyidaw.